# Terramesnil
Terramesnil település Franciaországban, Somme megyében. Lakosainak száma 323 fő (2022. január 1.). Terramesnil Amplier, Orville, Beauquesne, Beauval és Doullens községekkel határos.

## Népesség
A település népessége az elmúlt években az alábbi módon változott:
| Lakosok száma | 292  | 305  | 307  | 310  | 313  | 317  | 321  | 321  | 323  |
|               | 2013 | 2015 | 2016 | 2017 | 2018 | 2019 | 2020 | 2021 | 2022 |